# Srednja ukrivljenost
Srednja ukrivljenost (oznaka H) ploskve S je   zunanje merilo za določanje ukrivljenosti. 
Izraz prihaja iz diferencialne geometrije, ki lokalno določa ukrivljenost vložitev ploskve v neki prostor, kot je na primer v evklidski prostor. 
Pojem je vpeljala francoska matematičarka, fizičarka in filozofinja Marie-Sophie Germain (1776 – 1831)

## Definicija
Naj bo točka p na ploskvi S. Poglejmo vse krivulje, ki gredo skozi  {\displaystyle C_{i}} in gredo skozi točko p. Vsaki krivulji {\displaystyle C_{i}} pripada ukrivljenost {\displaystyle K_{i}} v točki p. Od teh krivulj eni izmed njih pripada maksimalna vrednost {\displaystyle \kappa _{1}}, neki drugi pa minimalna vrednost {\displaystyle \kappa _{2}}. Ti dve vrednosti se imenujeta glavni ukrivljenosti na ploskvi S.
Srednja ukrivljenost v  {\displaystyle p\epsilon S} je povprečje glavnih ukrivljenosti (od tod tudi ime) in se izračuna kot 
{\displaystyle H={1 \over 2}(\kappa _{1}+\kappa _{2})}.
Splošneje lahko za hiperploskev T zapišemo
{\displaystyle H={1 \over 2}(\kappa _{1}+\kappa _{2})}.
Lahko tudi izrazimo  srednja ukrivljenost H z  kovariantnim odvodom {\displaystyle \nabla } kot
{\displaystyle H{\vec {n}}=g^{ij}\nabla _{i}\nabla _{j}X,}
kjer je uporabljena
Gauss-Weingartenova  relacija, 
kjer je
- {\displaystyle X(x,t)} družina gladkih vloženih hiperploskev
- {\displaystyle {\vec {n}}} je enotski normalni vektor
- {\displaystyle g^{ij}} je metrični tenzor.

Ploskev je minimalna, če in samo, če je njena srednja ukrivljenost enaka nič. 
Sfera je edina vložena ploskev s pozitivno srednjo ukrivljenostjo tako, da nima mej ali singularnosti.

## Ploskve v trirazsežnem prostoru
Za ploskve, definirane v trirazsežnem prostoru je srednja ukrivljenost povezana z enoto pravokotnice (normale) na ploskev:
{\displaystyle 2H=\nabla \cdot {\hat {n}}}
kjer izbira normale vpliva na predznak ukrivljenosti. Predznak ukrivljenosti je odvisen od izbire normale: Ukrivljenost je pozitivna, če je ploskev  ukrivljena proč od normale. Zgornji obrazec velja za ploskve v trirazsežnem prostoru, ki so definirane na katerikoli način dokler lahko izračunamo divergenco. 

V primeru, ko ploskev nastane iz ploskve s srednjo ukrivljenostjo , pravimo, da uboga difuzijsko enačbo, ki jo imenujemo enačba pretoka srednje ukrivljenosti 
Minimalna ploskev je tista, ki ima ničelno srednjo ukrivljenost v vseh točkah. Takšne ploskve so katenoid, helikoid in Enneperjeva ploskev. 

## Minimalne ploskve
Minimalna ploskev je tista, ki ima v vseh točkah ničelno srednjo ukrivljenost. Med klasične primere takšnih ploskev prištevamo katenoid, helikoid in Enneperjevo ploskev. Nedavno pa so odkrili še Costova minimalna ploskev in giroid.
Razširitev pojma minimalne ploskve so ploskve s konstantno konstantno srednjo ukrivljenostjo.